# Vicente de Paul Canelles Vives
Vicente de Paúl Canelles Vives (Onda (Castellón, España), 25 de junio de 1894 – Calafell (Tarragona, España), 30 de julio de 1936) fue un religioso español, primero carmelita calzado y después hospitalario de San Juan de Dios, mártir y beato de la Iglesia católica.

## Biografía

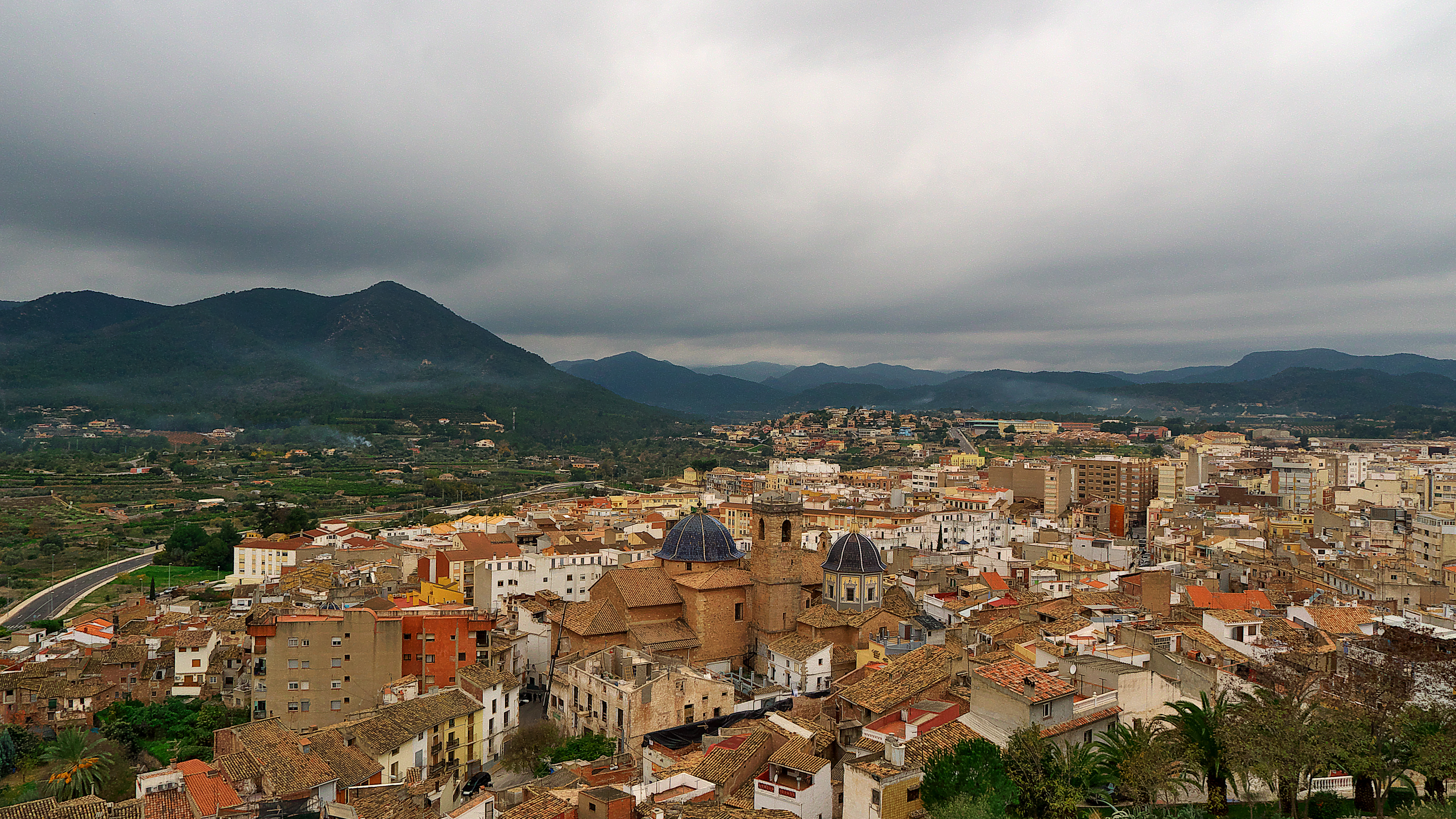
Panorámica de Onda, Castellón de la Plana

Era hijo legítimo de Agustín Canelles y María del Carmen Vives, eran labradores de profesión, de condición sencilla, fervorosos y ejemplares cristianos. Fue bautizado en la Parroquia de la Asunción el día 28 de junio de 1894, siendo padrinos Miguel Olucha y Ángeles Diago, que le impusieron el nombre de Vicente de Paul.
Desde joven perteneció a las Congregaciones Marianas, a la Adoración Nocturna y a la Venerable Orden Tercera del Carmen, de la cual era celador y se distinguió siempre por su conducta ejemplar con todos.
A la edad de 15 años manifestó su deseo de entrar en el convento de los carmelitas descalzos del Desierto de las Palmas, pero como era el mayor de sus hermanos y tenía que ayudar a su familia, retrasó su entrada hasta después de hacer el servicio militar. Cumplió el servicio militar en África, en el cuerpo de Artillería donde se ganó el aprecio de oficiales y compañeros por su disponibilidad y buen temperamento. 

### Profesión carmelita
A los veinticuatro años ingresó en los PP. Carmelitas de su mismo pueblo. Hizo el postulantado, noviciado y emitió su profesión.
El 24 de abril de 1922, llega al Santuario de la Cueva Santa, junto a otros cuatro sacerdotes de la Comunidad Carmelita, para hacerse cargo de su mantenimiento y prestar los servicios necesarios a los peregrinos, utilizando parte de la hospedería como convento. Fue también uno de los fundadores del Santuario de Nuestra Señora de El Henar. 

### Profesión hospitalaria
Poco después de un tiempo, convencido de que su vocación era la hospitalaria, ingresó en la Orden de San Juan de Dios el 10 de julio de 1926. Hizo su profesión temporal el 28 de agosto de 1927 y los votos solemnes el 28 de agosto de 1930.
Religioso verdaderamente ejemplar, sus devociones sobresalientes eran la Santísima Virgen, el ángel de la Guarda y la Eucaristía, que visitaba muy frecuentemente.
Formó parte de las comunidades de Madrid, Valencia, Manresa y Barcelona, a la que pertenecía cuando fue martirizado.
En todas las casas desempeñó con mucha abnegación el humilde y trabajoso oficio de limosnero, mendigando día a día y año tras año de puerta en puerta para los pobres enfermos, siempre paciente y con la sonrisa en los labios.

### Martirio y beatificación
La persecución religiosa y Guerra civil le sorprendió en Calafell (Tarragona) donde estaba de paso en el Sanatorio Marítimo de la villa, donde eran asistían gratis a unos setenta niños pobres. Junto con otros 14 hermanos de la misma congregación, murió el 30 de julio de 1936 a los 42 años.
Fue beatificado el 25 de octubre de 1992 por el papa Juan Pablo II celebrando su memoria  litúrgica se celebra el 30 de julio como Mártires de la Hospitalidad.